# Obliquiteit

variatie in de obliquiteit van de aarde

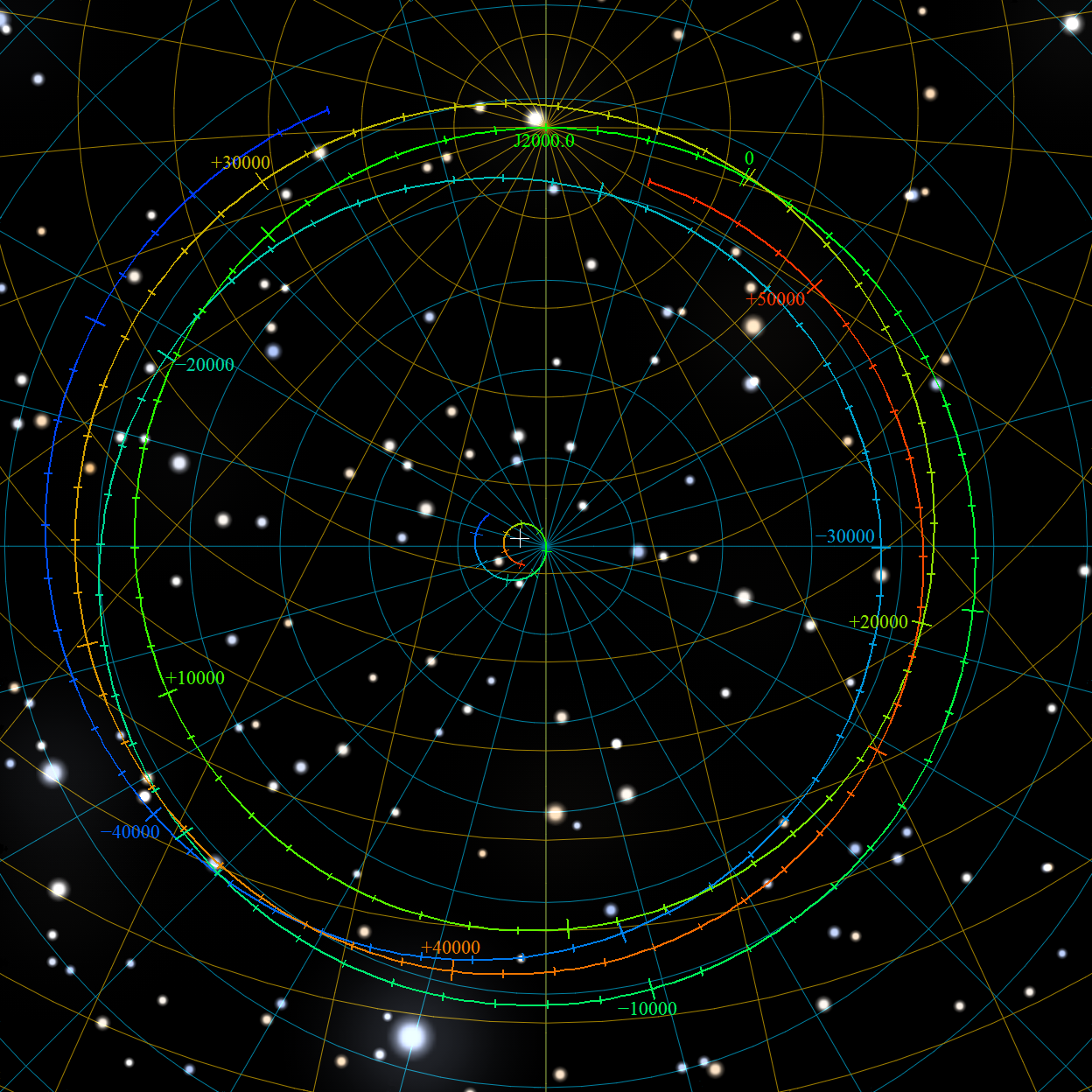
De projectie van het precessiepad van de Noordpool op de vaste hemel van het Epoch J2000.0 voor het tijdsinterval van 48000 BCE tot 52000 CE.

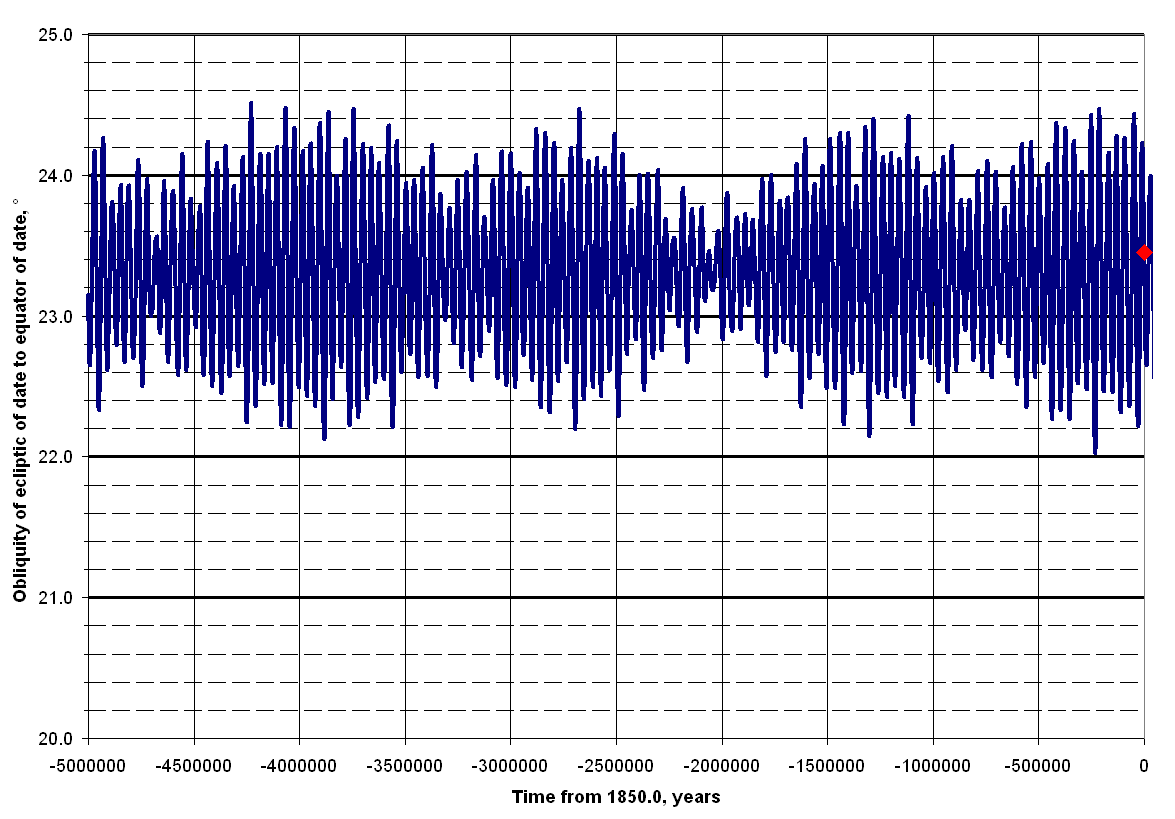
verandering van de obliquiteit van de aarde tijdens de laatste 5 miljoen jaar. Het rode punt geeft de huidige waarde aan.

Obliquiteit, ashelling of axiale variatie is de hellingshoek of inclinatie van de evenaar ten opzichte van het omloopvlak van de aarde in de baan om de zon. Het omloopvlak van de aarde en van de andere planeten om de zon is steeds ten naaste bij hetzelfde. De obliquiteit is voor de andere planeten op dezelfde manier gedefinieerd. Een planeet met een rotatieas loodrecht op het omloopvlak heeft een axiale variatie van 0°. Een planeet waarvan de rotatieas in het omloopvlak ligt, heeft een axiale variatie van 90°.
De obliquiteit is, naast de precessie en de excentriciteit, een van de Milanković-parameters en is op aarde van invloed op het ritme van het ontstaan van de ijstijden en interglacialen. De snelheid waarmee de precessie van een planeet draait is van invloed op de variatie van de obliquiteit van die planeet.

## Aarde
De aarde heeft op het moment een axiale variatie van 23,45° en die neemt iets af. Het gevolg van de obliquiteit is dat er op aarde seizoenen heersen: hoe groter de helling, des te groter het verschil tussen zomer en winter.
De hellingshoek is niet constant maar varieert met een periode van ongeveer 41.000 jaar. Het laatste maximum viel 10.700 jaar geleden en bedroeg 24,4°, het volgende minimum zal over 9.800 jaar vallen en uitkomen op ongeveer 22,6°. Over de afgelopen 5 miljoen jaar schommelde de hoek tussen ongeveer 24,5° en 22,0°.
Het noordelijk halfrond kent een zomer tussen 21 maart en 21 september en een winter tussen 21 september en 21 maart, voor het zuidelijk halfrond is het omgekeerd. Als de inclinatie kleiner wordt, verandert hoogste punt op 21 juni van de zon van 23,5° noorderbreedte naar een parallel dichter bij de evenaar. Het huidige hoogste punt van de zon is de Kreeftskeerkring. Bij een maximale obliquiteit, van 24,4°, komt de zon juist 1° dichter bij de polen.
Gedurende het hele jaar staat de aarde in dezelfde richting, de aardas wijst steeds naar de Poolster. De richting van de aardas verandert over een periode van 26.000 jaar, dit wordt precessie genoemd.

## Andere planeten
De banen van de verschillende planeten in het zonnestelsel liggen ongeveer in hetzelfde vlak. Zelfs de maan draait in ongeveer datzelfde vlak om de aarde. De rotatieas van de zon, van de meeste planeten en van de maan staan allemaal ongeveer loodrecht op dit vlak en in dezelfde richting. De rotatieas van Venus staat de andere kant op. Venus draait wel in dezelfde richting om de zon, maar om haar as de andere kant om. De rotatieas van Uranus ligt bijna in het vlak van de banen van de planeten, de obliquiteit van Uranus is 98°.